# Траст Сігрід Раусінг
Трастовий фонд Сігрід Раусінг (Зігрід Раузінг) (Sigrid Rausing Trust) — це благодійна організація, заснована 1995 року британською правозахисницею шведського походження Сігрід Раузінг. Основною метою фундації є захист прав людини. За 21 рік роботи фонд надав допомоги сумарно на 250 млн. фунтів організаціям з захисту прав людини по всьому світу. Бюджет на 2016 рік складає 22.6 млн фунтів.
Згідно з даними британської Асоціації благодійний фондів (Association of Charitable Foundations (ACF)), Трастовий фонд Сігрід Раусінг входить до двадцятки найбільших благодійних фондів Великої Британії. У 2020—2021 роках фонд надав грантів на суму 32,1 млн фунтів стерлінгів, що дозволило фонду розташуватися на 18-й сходинці найбільших грантодавців.

## Напрямки роботи
Головними сферами роботи фундації є інвестиції для вирішення наступних проблем:
- Пропаганда;
- Наукові дослідження;
- Судова практика;
- Затримання, тортури і смертна кара;
- Правозахист;
- Свобода слова;
- Правосуддя у країнах перехідного періоду;
- Права жінок;
- Права секс-меншин;
- Ксенофобія та нетерпимість;
- Прозорість та підзвітність.

## Умови співпраці
У фонді немає мінімального чи максимального рівня інвестицій. Як правило, фонд надає не більше 25 % сумарного бюджету організації або проекту. Організації отримують гранти протягом одного року з початку співпраці і надалі цей термін може бути подовжений на кілька трирічних. Однак, перший грант не є гарантією того, що фінансування буде продовжено.
У випадку, якщо хтось з отримувачів грантів стикається із надзвичайною ситуацією, він може звернутися координатора свого проекту з запитом на додаткове фінансування. Зазвичай такі прохання задовольняють. Кожен з отримувачів грантів суворо перевіряється перед початком роботи. Наприклад, досліджуються новини в інтернеті, що їх стосуються. Всі отримані дані перевіряються на достовірність.[джерело?]

## Звітність
Фонд звітує перед вкладниками про виконану роботу, такі дані викладаються до відкритого доступу. Наприклад, можна побачити звіт за 2022 рік

## Результати
Фінансування розв'язання проблем щодо захисту прав людини вкрай важко виміряти кількісними показниками, бо для цього відсутні об'єктивні критерії. Ця «відносність оцінювання» є перешкодою для спонсорів, які хотіли б допомогти, але сумніваються у ефективності такої допомоги.
Якщо результат є нематеріальним, то оцінка його якісті може бути дуже суб'єктивною. У відповідь на такі заяви представники фонду пропонують переглянути розділ новин на їх сайті. Там зібрані підтверджені ситуації, де підтримка від фонду зіграла свою роль і проблему було вирішено.

## Географія роботи
Фонд займається також правами людини у регіоні Близького Сходу та Північної Африки (підрозділ «Стратегічний Фонд допомоги Близькому Сходу та Північній Африці», Middle East & North Africa Strategic Fund). Схожа робота для Мексики проводиться через фундацію «Анґеліка» («Angelica Foundation»).

### Діяльність в Україні
Із середини 1990-х до середини 2010-х років Траст Зігрід Раузінг надав українським організаціям близько 1,4 млн фунтів стерлінгів. Майже 63 % цієї допомоги отримали громадські організації, що займаються правами жінок (переважно Український жіночий фонд). Окрім цього, Траст підтримав товариства, що працюють у таких напрямах, як права ЛГБТІ, правосуддя, ксенофобія та нетолерантність, забруднення навколишнього середовища, громадянське суспільство, свобода слова та права людини.
- 2015 року фонд надав фінансову допомогу українському волонтерському проекту Stop Fake, який ставить за мету викриття неправдивих новин у ЗМІ. Ці новини зазвичай стосуються як України (в більшості це російські видання), так і європейських країн.
- З 2004 року фонд співпрацює з Українським жіночим фондом[11], що займається допомогою жіночим організаціям в Україні, Білорусі та Молдові. За час співпраці до цього фонду було інвестовано 585 тис. фунтів. Співпраця продовжується.
- У березні 2022 року трастовий фонд надав додатковий екстрений грант у розмірі 100 тис. фунтів стерлінгів для Українського жіночого фонду у відповідь на війну в Україні. Грант спрямований на підтримку жіночих правозахисних груп в наданні гуманітарної допомоги[12].
- З 1 грудня 2015 року провдоиться робота з центром «Без кордонів», планується вкласти 33.500 фунтів за 2016 рік[13].
- У 2015-му почалась співпраця з західно-українським центром «Жіноча перспектива» (Львів), розмір інвестицій складає 120 тис. фунтів[14].
- 50 тис. фунтів планується надати Центру громадських свобод (м. Київ), з січня 2016-го[15].
- 32 тис. фунтів − інвестиції[16] у Інсайт[17], українську правозахисну організацію, яка піклується про права секс-меншин.
- 25 тис. фунтів для «Центр медіа-реформ», що опікується вільною журналістикою в Україні та сусідніх країнах[18].
- 20 тис. фунтів екстреного гранту для Центру візуальної культури у квітні 2022 року для підтримки українських митців під час війни[19].